# Nesbert Mukomberanwa
Nesbert Mukomberanwa  es un escultor de Zimbabue conocido por sus tallas en piedra, nacido el año 1969 .

## Datos biográficos
Nacido en Buhera,  Nesbert Mukomberanwa comenzó a estudiar escultura con su tío Nicholas Mukomberanwa en 1987; en 1989 se había establecido por su cuenta, abriendo un taller en Chitungwiza. Allí trabajó durante casi una década, antes de trasladarse en 1998 a la aldea de Dema en el sur. Nesbert Mukomberanwa actualmente trabaja como profesor, proporcionando una "Aldea Galería" para la exposición de las obras de los jóvenes escultores locales.
El trabajo de Nesbert Mukomberanwa ha sido mostrado en exposiciones en los Países Bajos, Suiza, Gran Bretaña y los Estados Unidos.